# 天主教贝拉里教区
天主教貝拉里教區 （拉丁語：Dioecesis Bellaryensis）是羅馬天主教的一個教區，包括印度卡纳塔克邦中部四縣，受班加罗尔总教区管轄。
貝拉里自治傳教區成立於1928年6月15日。1949年3月10日升為教區。
2012年有教友29,262名，佔轄區總人口僅百分之0.6。由九十名司鐸名管理四十一個堂區。現任教區主教為亨利‧德蘇沙。